# 압둘라 알카이바리
압둘라 모함메드 알하이바리(1996년 8월 16일 ~ , 아랍어: عبدالله محمد الخيبري)는 사우디아라비아의 축구 선수이며, 현재 사우디아라비아 프리미어리그의 알나스르와, 사우디아라비아 축구 국가대표팀에서 뛰고 있다. 포지션은 미드필더이다.
2018년 5월, 그는 2018 러시아 월드컵을 위한 사우디아라비아 예비 명단에 이름을 올렸다.